# Manuel Enríquez de Guzmán y Córdoba
Manuel Enríquez de Guzmán y Córdoba, también llamado Manuel Enríquez de Almansa  (c. 1640-1671), x conde de Alba de Liste, ii conde de Villaflor, señor de Garrovillas de Alconétar, Carbajales de Alba y Castrocalbón, comendador de Cabeza del Buey (Badajoz) por la Orden de Alcántara en 1642 y alcaide perpetuo de los alcázares reales y las torres de Zamora.
Natural de Madrid  —donde disponía de una gran colección pictórica—, era hijo primogénito de Luis Enríquez de Guzmán y Juana Lanza y Folteza. En 1659 fue uno de los plenipotenciarios que firmó la paz con Francia y acordó el matrimonio de la infanta María Teresa de Austria con el soberano de ese país (véase Tratado de los Pirineos).
Manuel Enríquez casó el 4 de octubre de 1651 con Andrea de Velasco de Guzmán y Tovar, hermana del Condestable de Castilla. De este matrimonio nacieron dos hijas, Mariana Enríquez de Velasco e Isabel María Enríquez, que casó en la iglesia de Santa María de la Almudena el 25 de abril de 1671 con su tío Juan Enríquez de Guzmán, hijo de Luis Enríquez de Guzmán, ix conde de Alba de Liste, y dos hijos: Francisco Enríquez de Guzmán y Velasco, que fue quien heredó el condado, y Juan, que murió sin sucesión.
Murió en 1671. El inventario de sus bienes se realizó al año siguiente.